# Nekselø Bugt
Nekselø Bugt är en vik i Danmark.   Den ligger i Region Själland, i den östra delen av landet, 80 km väster om Köpenhamn.
Nekselø Bugt är en vik av Kattegatt och ligger mellan Nekselø och Ordrup Næs på nordvästra Själland.
Den är som bredast cirka sju kilometer.